# Zbiór przeliczalny
Zbiór przeliczalny – zbiór, którego elementy można ustawić w ciąg (skończony bądź nie), tzn. "wypisać je po kolei", "ponumerować". Istnieją dwie nierównoważne konwencje użycia terminu zbiór przeliczalny w matematyce:
- zbiór przeliczalny to zbiór skończony lub zbiór równoliczny ze zbiorem liczb naturalnych (tzn. taki zbiór, że istnieje funkcja wzajemnie jednoznaczna między nim a zbiorem liczb naturalnych. Zbiór równoliczny ze zbiorem liczb naturalnych jest zbiorem nieskończonym).
- zbiór przeliczalny to zbiór równoliczny ze zbiorem liczb naturalnych (definicja ta wyklucza możliwość bycia zbiorem skończonym ponieważ nie istnieje funkcja różnowartościowa określona w zbiorze liczb naturalnych o wartościach w zbiorze skończonym). W przypadku tej konwencji zbiory przeliczalne według pierwszej definicji nazywa się zbiorami co najwyżej przeliczalnymi.

Liczbę kardynalną zbioru liczb naturalnych – a więc i każdego nieskończonego zbioru przeliczalnego – oznacza się symbolem {\displaystyle \aleph _{0}} (czyt.: alef zero). Niektórzy matematycy oznaczają tę liczbę kardynalną symbolem {\displaystyle \omega } (ponieważ formalnie {\displaystyle \aleph _{0}} jest najmniejszą nieskończoną liczbą porządkową).

## Własności
Poniższe własności są prawdziwe dla zbiorów przeliczalnych w sensie obu powyższych definicji:
- Nieskończony podzbiór zbioru przeliczalnego jest przeliczalny.
- Suma przeliczalnie wielu zbiorów przeliczalnych jest zbiorem przeliczalnym.
- Iloczyn kartezjański skończonej liczby zbiorów przeliczalnych jest zbiorem przeliczalnym.

## Przykłady

Zbiór liczb wymiernych jest równoliczny ze zbiorem liczb naturalnych

- Zbiór wszystkich liczb naturalnych nieparzystych jest zbiorem przeliczalnym ponieważ funkcja f(n) = 2n + 1 ustala równoliczność zbioru liczb naturalnych ze zbiorem liczb nieparzystych.
- Zbiór wszystkich liczb pierwszych jest (nieskończonym) zbiorem przeliczalnym, jako nieskończony podzbiór zbioru liczb naturalnych.
- Zbiór wszystkich liczb całkowitych jest przeliczalny. Można bowiem liczby całkowite ustawić w ciąg, na przykład w ten sposób: 0, 1, -1, 2, -2, 3, -3, 4, -4, 5, -5, ...
- Zbiór wszystkich liczb wymiernych jest przeliczalny. Aby to udowodnić wystarczy wszystkie liczby wymierne wpisać do następującej tablicy: w wierszu pierwszym wpiszemy liczby 1/1, -1/1, 1/2, -1/2, 1/3, -1/3... w wierszu drugim 2/1, -2/1, 2/2, -2/2, 2/3, -2/3... itd.; ogólnie, w wierszu n-tym wpisujemy liczby postaci n/i, -n/i gdzie i=1,2,3,... W ten sposób w tablicy znajdą się wszystkie liczby wymierne. Aby teraz z takiej dwuwymiarowej tabeli wybrać ciąg zawierający kolejno wszystkie jej elementy, wystarczy wybierać liczby według reguły "po skosie" zaczynając od lewego górnego rogu i poruszając się raz w dół, raz do góry. Otrzymujemy tym samym uporządkowanie wszystkich liczb wymiernych w ciąg – co więcej, każda liczba wymierna pojawi się w tym ciągu nieskończenie wiele razy.
- Zbiór liczb algebraicznych jest przeliczalny.
- Zbiór liczb rzeczywistych nie jest zbiorem przeliczalnym (jest to przykład zbioru nieprzeliczalnego) - zob.: rozumowanie przekątniowe.